# Dekanat petrykowski
Dekanat petrykowski – jeden z siedmiu dekanatów wchodzących w skład eparchii turowskiej i mozyrskiej Egzarchatu Białoruskiego Patriarchatu Moskiewskiego.

## Parafie w dekanacie
- Parafia Świętej Trójcy w Babuniczach
  - Cerkiew Świętej Trójcy w Babuniczach
- Parafia Opieki Matki Bożej w Kopatkiewiczach
  - Cerkiew Opieki Matki Bożej w Kopatkiewiczach
- Parafia św. Michała Archanioła w Kopcewiczach
  - Cerkiew św. Michała Archanioła w Kopcewiczach
- Parafia Zaśnięcia Najświętszej Maryi Panny w Koszewiczach
  - Cerkiew Zaśnięcia Najświętszej Maryi Panny w Koszewiczach
- Parafia Ikony Matki Bożej „Nieoczekiwana Radość” w Kurzyciczach
  - Cerkiew Ikony Matki Bożej „Nieoczekiwana Radość” w Kurzyciczach
- Parafia św. Michała Archanioła w Laskowiczach
  - Cerkiew św. Michała Archanioła w Laskowiczach
- Parafia Zmartwychwstania Pańskiego w Nowosiołkach
  - Cerkiew Zmartwychwstania Pańskiego w Nowosiołkach
- Parafia św. Mikołaja Cudotwórcy w Petrykowie
  - Cerkiew św. Mikołaja Cudotwórcy w Petrykowie
- Parafia Zmartwychwstania Pańskiego w Petrykowie
  - Cerkiew Zmartwychwstania Pańskiego w Petrykowie

## Galeria

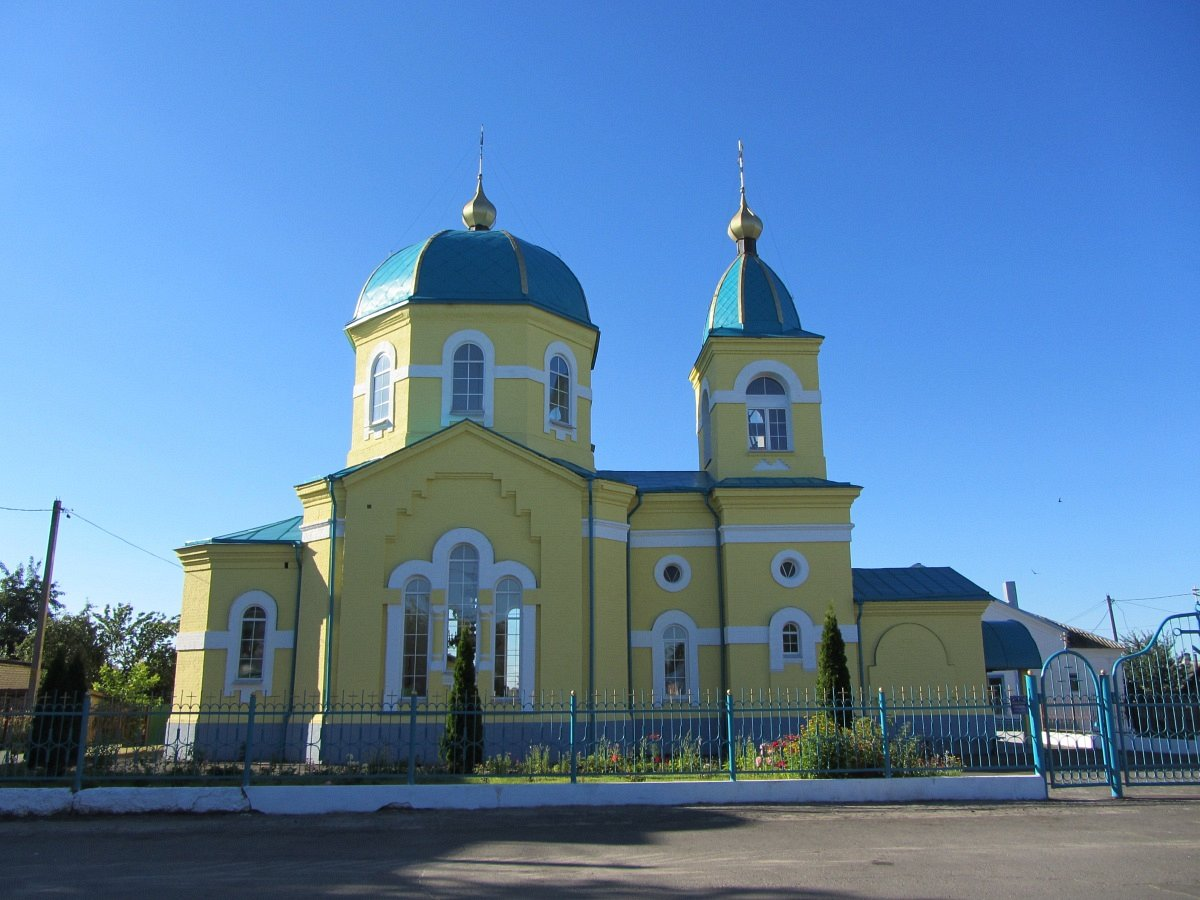
Cerkiew Zmartwychwstania Pańskiego w Petrykowie
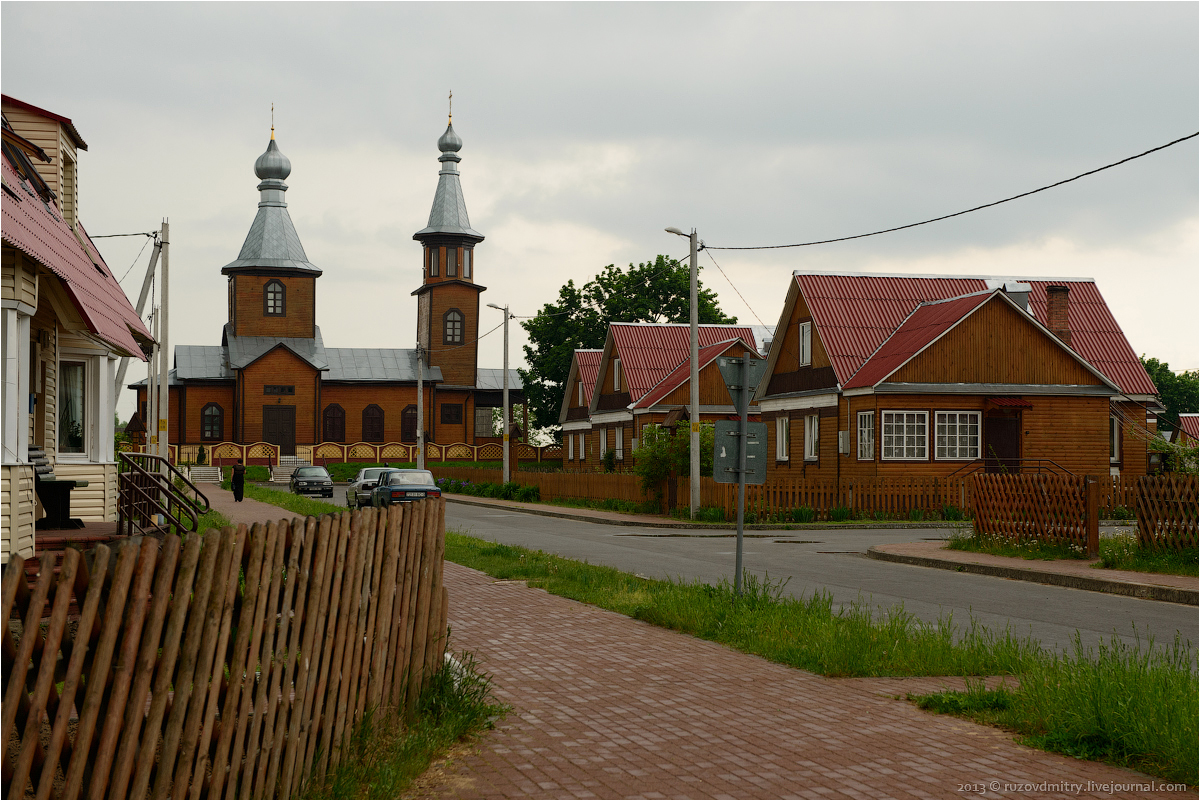
Cerkiew św. Michała Archanioła w Laskowiczach